# تپه پا گیرچ
تپه پا گیرچ مربوط به دوره اشکانیان است و در شهرستان دورود، بخش مرکزی، دهستان دورود، ۷۰۰ متری شمال روستای شکرآباد واقع شده و این اثر در تاریخ ۲۳ بهمن ۱۳۸۵ با شمارهٔ ثبت ۱۷۲۲۱ به‌عنوان یکی از آثار ملی ایران به ثبت رسیده است.